# Psykiatrisk Center Sct. Hans
 For alternative betydninger, se Sankt Hans. (Se også artikler, som begynder med Sankt Hans)
Psykiatrisk Center Sct. Hans eller Sankt Hans Hospital er Danmarks største psykiatriske hospital og ligger i Roskilde. Selv om det er beliggende i Region Sjælland, tilhører det Region Hovedstaden og betjener patienter derfra. Hospitalet blev grundlagt som en udflytning fra Københavns Kommune.
Centret behandler voksne patienter, som er henvist fra de øvrige psykiatriske centre i Region Hovedstadens Psykiatri eller fra praktiserende læger, psykiatere og distriktspsykiatrien. Centret yder specialiseret behandling og pleje indenfor specialområderne dobbeltdiagnose (alvorlig psykisk lidelse og misbrugslidelse) , ambulant kognitiv terapi og retspsykiatri.

## Historie
Historien om Psykiatrisk Center Sct. Hans begynder efter alt at dømme i det 13. århundrede, hvor man etablerede spedalskhedshospitalet Skt Jørgensgård, der senere blev forenet med Helligåndshuset. I 1630 flyttede hospitalet uden for Københavns volde og blev samtidig indrettet til hospital for fattige og epidemisk syge samt til dårekiste. Stiftelsen havnede efter flere flytninger uden for Vesterport ved Kalvebod Strand, hvor det lå i godt 100 år.
Omkring 1749 betænktes Stiftelsen med rigelige gaver af en fransk, katolsk galanterihandler, Claudi Rosset, og fik derefter det officielle navn "Sankt Hans Hospital og Claudi Rossets Stiftelse". 1769 flyttedes Sankt Hans Hospital til Ladegården, hvor det før havde haft til huse, og som Fattigvæsenet nu købte af landmilitæretaten, og her husedes i 40 år 500 lemmer, deriblandt en del psykisk syge og 180 syfilisramte under forhold, der gav anledning til megen kritik, blandt andet i Niels Ditlev Riegels blad Månedsskriftet Kiøbenhavns Skilderie.
1807 måtte Ladegården rømmes under Københavns bombardement, og efter krigens afslutning flyttede Københavns magistrat (i dag Københavns Kommune) i 1816 hospitalet til Bistrup Gods ved Roskilde, som magistraten havde fået foræret af kongen i 1660, som belønning for byens heltemodige kamp mod svenskerne. Samme år ansattes Johan Henrik Seidelin som hospitalets første overlæge. Først 1860 fjernedes dog de sidste fattiglemmer, således at Skt. Hans Hospital udelukkende brugtes som sindssygeanstalt for København.
Mens landets øvrige sindssygevæsen udviklede sig til at blive et statsanliggende, har København stedse, som de fleste storbyer, selv draget omsorg for sit sindssygevæsen, der voksede i takt med byen, ikke mindst Skt. Hans Hospital.
1860 foretoges den første betydelige udvidelse, der bragte anstalten på højde med tidens fordringer. Omkring 1902-05 blev der opført et elektricitetsværk samt centralvarmeanlæg med varmtvandsanlæg. 1919 foretog man flere store udvidelser, og hospitalet, der da var vokset til at rumme 1500 mennesker med psykisk sygdom, deltes i to hospitaler, et for mænd og et for kvinder, dog under fælles administration. Samtidig lagdes hele Skt. Hans Hospital ind under Københavns hospitalsdirektør, der derved blev leder af hele Københavns hospitalsvæsen.
Da Boserup Sanatorium blev nedlagt som tuberkulosesanatorium i 1940, blev bygningerne indrettet som en afdeling under Sct. Hans Hospital med plads til 140 patienter.
Samtidig med udbygningen af Sct. Hans Hospital foregik en udbygning af plejehjem og plejehospitaler i andre dele af regionen, ligesom der foregik en løbende udbygning af psykiatriske behandlingssteder. Dertil kom yderligere at andre behandlings- og boformer for psykisk syge vandt indpas.
Dette resulterede i at Sct. Hans Hospital løbende afhændede dele af hospitalets bygninger og afdelinger. I 1987 blev de østlige dele af hospitalet afhændet til Roskilde Amt, som her indrettede Roskilde Amtssygehus Fjorden. Omkring 1990 afhændede Sct. Hans Hospital afdelingerne i Aunstrup og Boserup.

### Afdelingen Udsigten
I 2021 blev der indviet en ny retspsykiatrisk afdeling med 126 lukkede sengepladser i en 20.600 m² bygning på en 40.000 m² grund. Byggeriet gik i gang i foråret 2018. Udvidelsen projekteres af KHR arkitekter efter en arkitektkonkurrence. I alt afsatte Region Hovedstaden 550 mio. kr. til udvidelsen.

## Ekstern henvisning
- Officiel hjemmeside for Psykiatrisk Center Sct. Hans. Arkiveret 22. april 2009 hos  Wayback Machine

55°39′1.95″N 12°4′6.52″Ø / 55.6505417°N 12.0684778°Ø